# Desa Situraja (administrativ by i Indonesien, lat -6,50, long 107,95)
Desa Situraja är en administrativ by i Indonesien.   Den ligger i provinsen Jawa Barat, i den västra delen av landet, 130 km öster om huvudstaden Jakarta.